# جشنواره حاشیه تورنتو

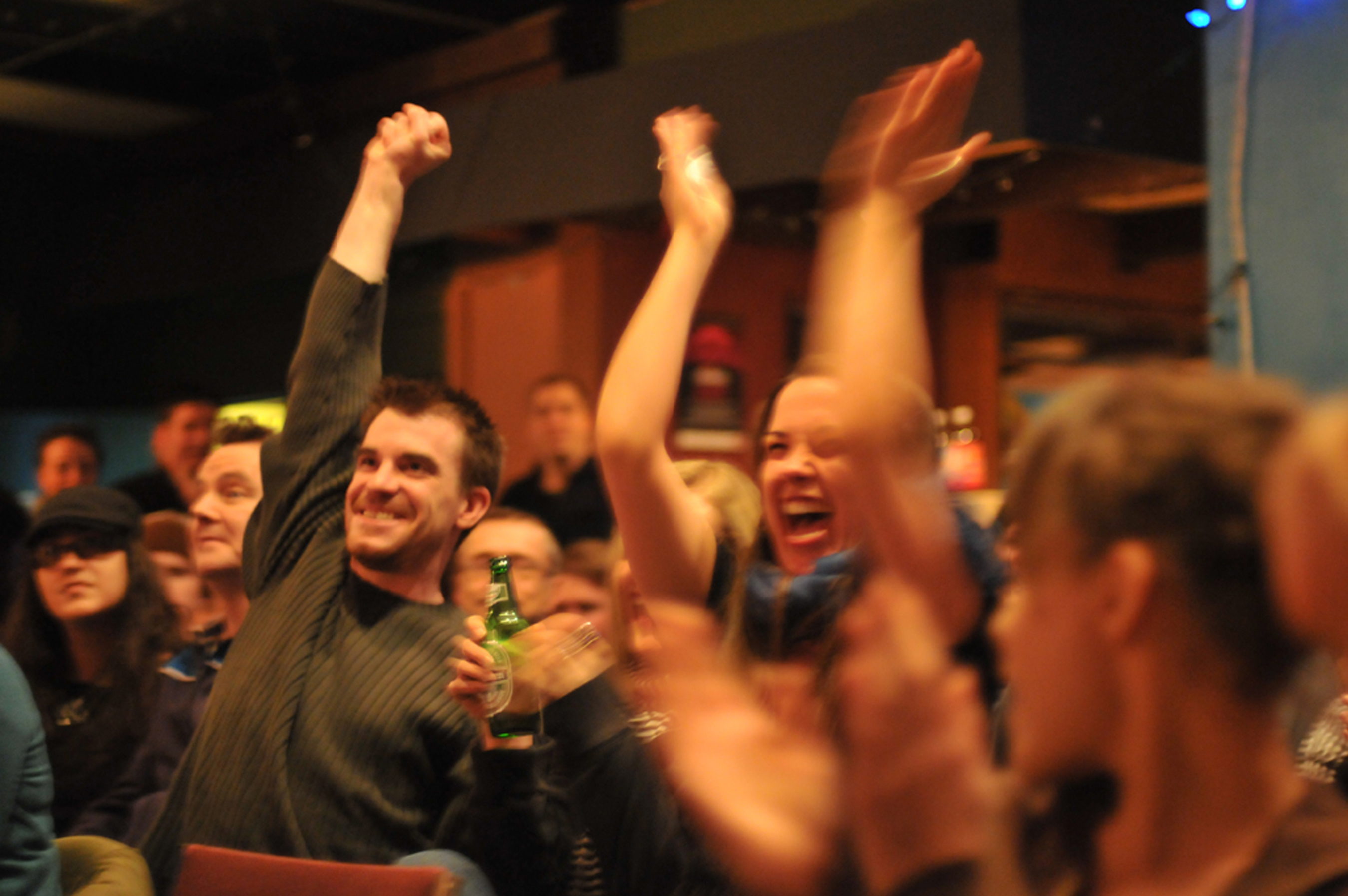
جشنواره حاشیه تورنتو

جشنواره حاشیه تورنتو یا جشنواره فرینج (انگلیسی: Toronto Fringe Festival) یک جشنواره سالانه تئاتر است که نمایشنامه‌های بدون داوری هنرمندان ناشناس یا مشهور را به نمایش می‌گذارد و در تئاترهای تورنتو، انتاریو، کانادا برگزار می‌شود. چندین اثر که در اصل در فرینج نمایش داده شده بودند، بعداً برای مخاطبان بیشتری اجرا شدند، از جمله موزیکال برنده جوایز تونی تئاتر موزیکال «چپرون خواب آلود» The Drowsy Chaperone.